# 圣梅姆 (滨海夏朗德省)
圣梅姆（法語：Sainte-Même，法語發音：[sɛ̃t mɛm]）是法国滨海夏朗德省的一个市镇，位于该省中东部，属于圣让当热利区。

## 地理
圣梅姆（45°52'36"N, 0°27'35"W）面积6.15 平方千米，位于法国新阿基坦大区滨海夏朗德省，该省份为法国西部滨海省份，北起旺代省，西临大西洋，南至吉倫特省，东南接多爾多涅省，东北接德塞夫勒省接壤，东临夏朗德省。
与圣梅姆接壤的市镇（或旧市镇、城区）包括：阿涅尔拉日罗、欧马涅、欧通-埃贝翁、丰特内、楠蒂耶、瓦赖兹。

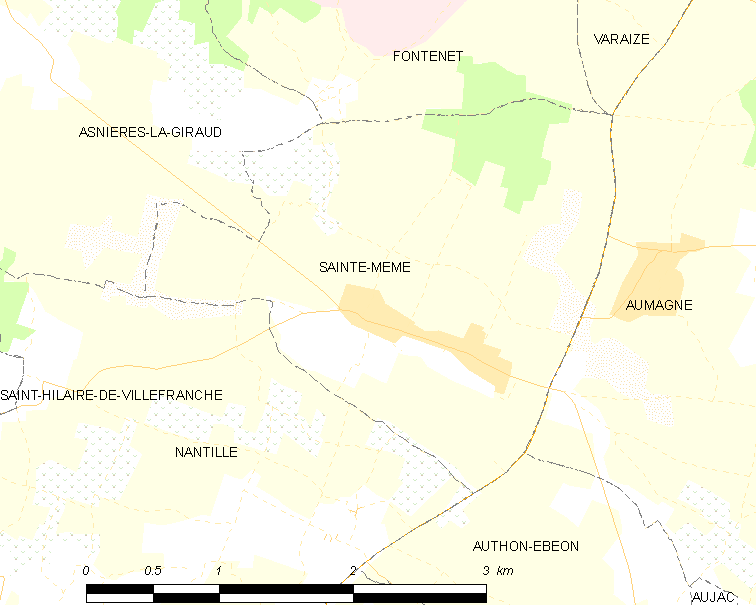
的OSM定位图

圣梅姆的时区为UTC+01:00、UTC+02:00（夏令时）。

## 行政
圣梅姆的邮政编码为17770，INSEE市镇编码为17374。

## 政治
圣梅姆所属的省级选区为沙尼耶县。

## 人口

1962-2008年间人口变化图示

圣梅姆于2022年1月1日时的人口数量为225人。